# Station St. Gallen

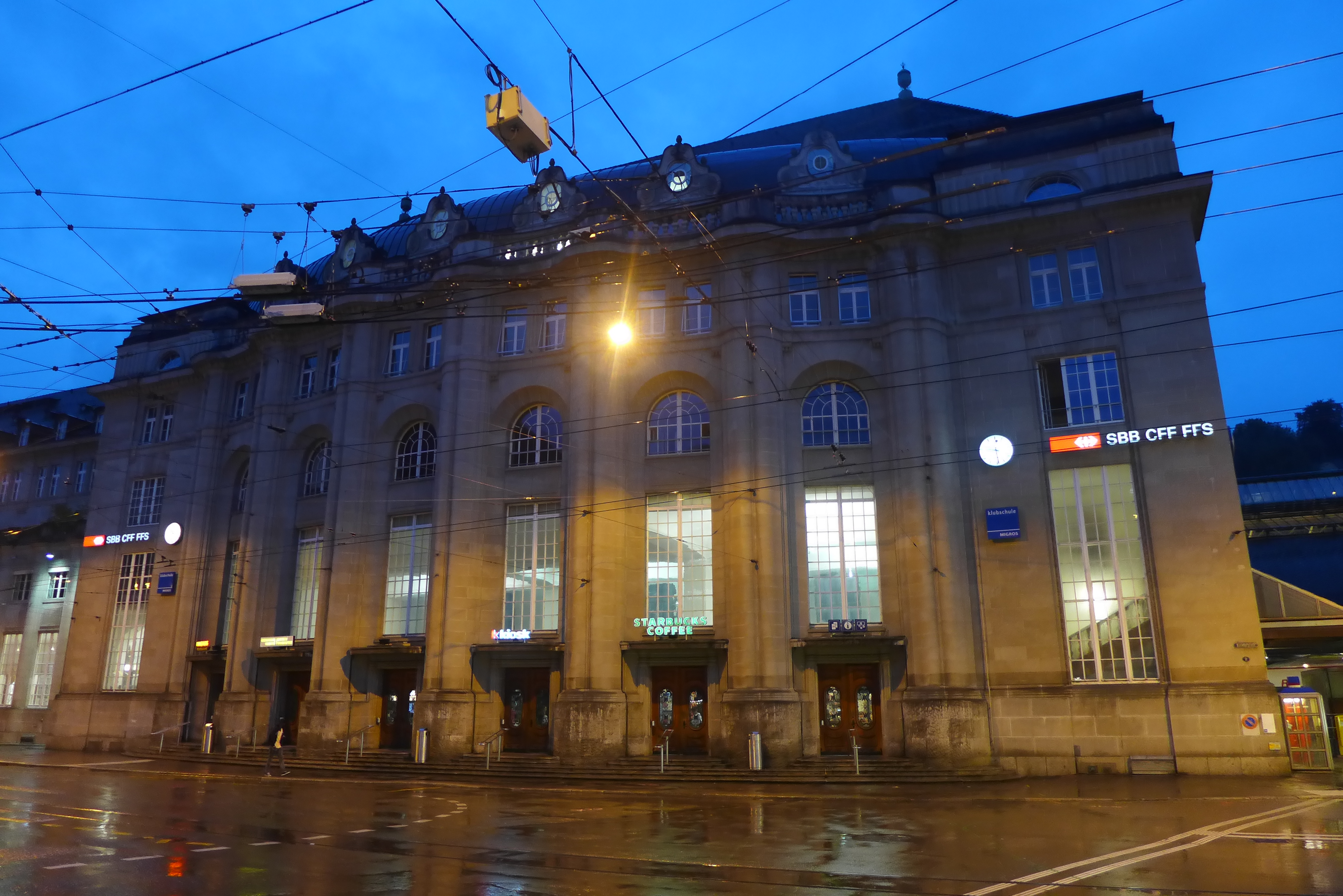

Station St. Gallen (Duits: Bahnhof St. Gallen) is het belangrijkste spoorwegstation van de stad Sankt Gallen in het Zwitsers kanton Sankt Gallen. Het is een belangrijk knooppunt voor het Oost-Zwitsers spoorwegnet. De regio van de stad wordt vanuit dit station ook bediend met een specifiek voorstadsnet, de S-Bahn St. Gallen.
Het station wordt bediend door iets meer dan 300 treinen per dag. Met 75.000 reizigers per dag behoort het ook tot de twintig drukste spoorwegstations van het land.
De SBB bedient het station langs de spoorlijnen Wil – Sankt Gallen en Rorschach - Winterthur.
De spoorlijnen Romanshorn - Sankt Gallen, Wattwil - Sankt Gallen en Sankt Gallen - Luzern (Voralpen-Express) van de plaatselijke spoorwegmaatschappij Schweizerische Südostbahn (SOB) vertrekken eveneens uit dit station.
De lokale spoorlijnen St. Gallen - Appenzell en Trogen - St. Gallen van de plaatselijke spoorwegmaatschappij Appenzeller Bahnen (AB) maken met een meterspoorbaan met tandrad de verbinding met respectievelijk Appenzell en Trogen.

## Treindiensten
| Serie | Treinsoort       | Route | Bijzonderheden |
| ----- | ---------------- | --- | -------------- |
| IC 1  | Intercity (SBB)  | Genève-Aéroport – Genève-Cornavin – Lausanne – Bern – Zürich HB – Winterthur – St. Gallen                                                                  |                |
| IC 5  | Intercity (SBB)  | [ Genève-Aéroport – ] / [ Lausanne – ] Yverdon-les-Bains – Neuchâtel – Biel/Bienne – Solothurn – Olten – Zürich HB – Winterthur – Sankt Gallen – Rorschach |                |
| IR 13 | InterRegio (SBB) | Zürich HB – Winterthur – Sankt Gallen – Sargans – Landquart – Chur                                                                                         |                |
| IR 37 | InterRegio (SBB) | Basel SBB – Liestal – Aarau – Zürich HB – Winterthur – Sankt Gallen                                                                                        |                |

- Virtual International Authority File: 240090178